# Masters de tennis féminin 1975
Le Masters de tennis féminin est un tournoi de tennis professionnel féminin. L'édition 1975, classée en catégorie Masters, se dispute à Los Angeles du 2 au 5 avril 1975.
Chris Evert remporte le simple dames. En finale, elle bat Martina Navrátilová, décrochant à cette occasion le 40e titre de sa carrière sur le circuit WTA.

## Résultats en simple

### Groupe I (Gold)
| # | Vainqueur        | Adversaire          | Score     |
| 1 | Chris Evert      | Janet Newberry      | 6-1, 6-0  |
| 2 | Marcie Louie     | Nancy Richey-Gunter | 7-64, 7-5 |
| 3 | Evonne Goolagong | Valerie Ziegenfuss  | 6-2, 6-1  |
| 4 | Olga Morozova    | Sue Stap            | 6-2, 6-1  |

| # | Vainqueur        | Adversaire       | Score         |
| 1 | Chris Evert      | Marcie Louie     | 6-0, 6-1      |
| 2 | Evonne Goolagong | Olga Morozova    | 7-5, 6-3      |
| 3 | Evonne Goolagong | Marcie Louie     | 6-4, 6-2      |
| 4 | Chris Evert      | Olga Morozova    | 6-2, 6-0      |
| 5 | Olga Morozova    | Marcie Louie     | 4-6, 6-1, 6-1 |
| 6 | Chris Evert      | Evonne Goolagong | 6-1, 6-4      |

| # | N° | Joueuse          | Matchs gagnés-perdus | Sets gagnés-perdus |
| 1 |    | Chris Evert      | 3-0                  | 6-0                |
| 2 |    | Evonne Goolagong | 2-1                  | 4-2                |
| 3 |    | Olga Morozova    | 1-2                  | 2-5                |
| 4 |    | Marcie Louie     | 0-3                  | 1-6                |

### Groupe II (Green)
| # | Vainqueur           | Adversaire       | Score    |
| 1 | Mona Schallau       | Françoise Dürr   | 6-4, 6-3 |
| 2 | Virginia Wade       | Wendy Overton    | 6-3, 6-1 |
| 3 | Julie Heldman       | Raquel Giscafré  | 6-3, 6-1 |
| 4 | Martina Navrátilová | Kathy Kuykendall | 6-2, 6-0 |

| # | Vainqueur           | Adversaire    | Score          |
| 1 | Virginia Wade       | Mona Schallau | 6-3, 6-2       |
| 2 | Martina Navrátilová | Julie Heldman | 6-4, 6-3       |
| 3 | Martina Navrátilová | Mona Schallau | 7-5, 3-6, 6-2  |
| 4 | Virginia Wade       | Julie Heldman | 6-72, 6-2, 7-5 |
| 5 | Julie Heldman       | Mona Schallau | 6-4, 6-3       |
| 6 | Martina Navrátilová | Virginia Wade | 7-5, 6-3       |

| # | N° | Joueuse             | Matchs gagnés-perdus | Sets gagnés-perdus |
| 1 |    | Martina Navrátilová | 3-0                  | 6-1                |
| 2 |    | Virginia Wade       | 2-1                  | 4-3                |
| 3 |    | Julie Heldman       | 1-2                  | 3-4                |
| 4 |    | Mona Schallau       | 0-3                  | 1-6                |

### Tableau final
|  |                     |  |   |   |  |
|  | Finale              |  |   |   |  |
|  |                     |  |   |   |  |
|  |                     |  |   |   |  |
|  | Chris Evert         |  | 6 | 6 |  |
|  | Chris Evert         |  | 6 | 6 |  |
|  | Martina Navrátilová |  | 4 | 2 |  |

## Résultats en double
Le tableau du double dames des Masters 1975 est celui du Championnat de double WTA disputé à Tokyo du 9 au 12 avril 1975.